# Bernie Coulson

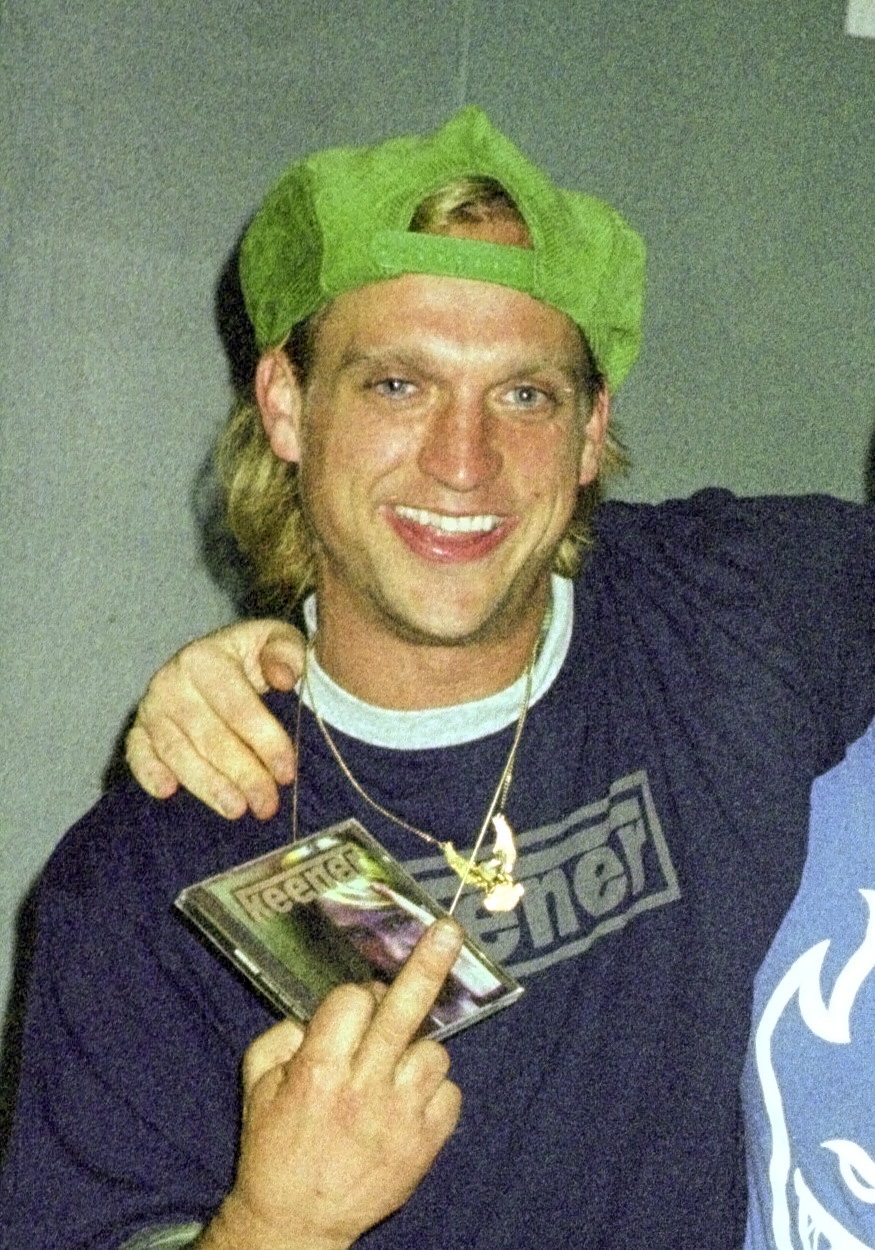
Bernie Coulson 1998

Bernie Coulson (* 1965 in Vancouver, Kanada; bürgerlich Bernie Bernard) ist ein kanadischer Schauspieler.

## Leben und Werk
Coulson spielte als Dreizehnjähriger in der Fernsehserie Die Abenteuer von Tom Sawyer und Huckleberry Finn die Rolle des Sid Sawyer. Er wirkte damals an der Seite von Brigitte Horney, Gunnar Möller, Ian Tracey und Sam Snyders an dieser deutsch-kanadischen Produktion mit und wurde einem internationalen Publikum bekannt.
1983 schloss Coulson die High School ab und lebte kurzzeitig mit Brad Pitt in einer Wohngemeinschaft zusammen, ehe beide ihre Karriere begannen. Bernie Coulson erlernte den Beruf des Schauspielers und wirkte seither in über 40 kanadischen Fernseh- und Filmproduktionen mit.